# FLOW THE COVER 〜NARUTO縛り〜
『FLOW THE COVER 〜NARUTO縛り〜』（フロウ・ザ・カバー ナルトしばり）は、FLOWの1枚目のカバーアルバム。2023年8月30日にSACRA MUSICから発売。

## 概要
FLOWがカバーしたテレビ東京系アニメ『NARUTO -ナルト-』の主題歌を収録。「GO!!!」と「Sign」の最新バージョンも収録。

## 収録内容
Disc.1【CD】
1. 遥か彼方 [4:02]
作詞・作曲：後藤正文　編曲：FLOW
  - ASIAN KUNG-FU GENERATIONのカバー。原曲は、『NARUTO -ナルト-』2代目オープニングテーマ。
  - 2023年6月14日、先行配信開始。
2. ビバ★ロック [3:28]
作詞・作曲：ORANGE RANGE　編曲：FLOW
  - ORANGE RANGEのカバー。原曲は、『NARUTO -ナルト-』3代目エンディングテーマ。
  - 2023年6月7日、先行配信開始。
3. GO!!! (20周年アニバーサリーバージョン) [3:57]
作詞：KOHSHI ASAKAWA　作曲：TAKESHI ASAKAWA　編曲：FLOW & Seiji Kameda
  - メジャー4枚目のシングルの新録版。
  - 原曲は、『NARUTO -ナルト-』4代目オープニングテーマ。
  - 2023年6月26日、先行配信開始[3]。
4. ユラユラ [4:38]
作詞・作曲：Hearts Grow　編曲：FLOW
  - Hearts Growのカバー。原曲は、『NARUTO -ナルト-』9代目オープニングテーマ。
5. Hero's Come Back!! [3:54]
作詞：nobodyknows+　作曲：DJ MITSU　編曲：FLOW
  - nobodyknows+のカバー。原曲は、『NARUTO -ナルト- 疾風伝』1代目オープニングテーマ。
6. 流れ星〜Shooting Star〜 [3:51]
作詞・作曲：KURO/MICRO/U-ICHI　編曲：FLOW
  - HOME MADE 家族のカバー。原曲は、『NARUTO -ナルト- 疾風伝』1代目エンディングテーマ。
7. ブルーバード (NARUTO縛りMix ver.) feat. ダイアナガーネット [3:52]
作詞・作曲：水野良樹　編曲：FLOW
  - 4枚目のベストアルバム『FLOW ANIME BEST 極』収録曲のニューミックスバージョン。
  - いきものがかりのカバー。原曲は、『NARUTO -ナルト- 疾風伝』3代目オープニングテーマ。
8. CLOSER [3:27]
作詞・作曲：井上ジョー　編曲：FLOW
  - 井上ジョーのカバー。原曲は、『NARUTO -ナルト- 疾風伝』4代目オープニングテーマ。
  - 2023年6月26日、先行配信開始[3]。
9. Sign (Piano Ballad ver.) [5:08]
作詞：KOHSHI ASAKAWA　作曲：TAKESHI ASAKAWA　編曲：FLOW, nishi-ken　ストリングスアレンジ：nishi-ken, 吉田宇宙
  - メジャー18枚目のシングルのピアノアレンジ版。
  - 原曲は、『NARUTO -ナルト- 疾風伝』6代目オープニングテーマ。
  - 2023年7月26日、先行配信開始。
10. Moshimo [4:05]
作詞・作曲：ダイスケ　編曲：FLOW
  - ダイスケのカバー。原曲は、『NARUTO -ナルト- 疾風伝』12代目オープニングテーマ。
11. シルエット [4:03]
作詞・作曲：谷口鮪　編曲：FLOW
  - KANA-BOONのカバー。原曲は、『NARUTO -ナルト- 疾風伝』16代目オープニングテーマ。
  - 2023年7月26日、先行配信開始。
12. カラノココロ [4:23]
作詞・作曲：Anly　編曲：FLOW
  - Anlyのカバー。原曲は、『NARUTO -ナルト- 疾風伝』20代目オープニングテーマ。
  - 2023年8月26日、先行配信開始。
13. GO!!! - From THE FIRST TAKE [4:42]
  - 2023年5月26日、先行配信開始[4]。
14. Sign - From THE FIRST TAKE [4:11]
  - 2023年5月26日、先行配信開始[4]。

Disc.2【Blu-ray】（初回生産限定盤のみ）
1. 遥か彼方
2. ビバ☆ロック
3. GO!!! (20周年アニバーサリーバージョン)
4. CLOSER
5. Sign (Piano Ballad ver.)
6. シルエット
7. カラノココロ